# Палеева, Наталья Николаевна
Ната́лья Никола́евна Пале́ева (род. 12 июля 1949, Москва, РСФСР) — советский и российский философ, доктор философских наук, профессор, член Союза писателей России, Заслуженный работник культуры РФ.

## Биография
В 1973 году окончила философский факультет Московского государственного университета. В 1981 году в том же университете прошла аспирантуру. В 1982 году прошла защита кандидатской диссертации под названием «Западноевропейская философия и искусство о проблемах личности». В 1993 году была подготовлена докторская диссертация «Философско-эстетические проблемы личности в русской классической драматургии». Является профессором кафедры теории и истории культуры Московского государственного университета культуры и искусств, в котором в период с 1984 по 1999 год заведовала кафедрой истории мировой культуры, этики и эстетики. Занимает должность заместителя директора Института психоанализа и социального управления. Является членом диссертационного совета при Институте философии Российской академии наук.
Специализируется по теме эстетики, проблемах личности, западноевропейской философии и искусству.

## Семья
- Муж: Палеев Николай Романович (15 мая 1929 — 16 мая 2025) — академик РАН, доктор медицинских наук, профессор, Лауреат Государственной премии СССР, Заслуженный деятель науки РФ.
- Сыновья:
  - Филипп Николаевич — профессор РАН, доктор медицинских наук, профессор, директор государственного бюджетного учреждения здравоохранения Московской области «МОНИКИ им. М. Ф. Владимирского».
  - Роман Николаевич — доктор юридических наук, руководитель одного из отделений Главного управления Центрального банка России по ЦФО.
- Пять внуков.

## Основные труды
- Гуревич П. С., Палеева Н. Н. Философия культуры. — М.: Канон+, 2014. — 424 с.
- Палеева Н. Н. Драматические сцены А. С. Пушкина. — М., 1999.
- Палеева Н. Н. Западноевропейская философия и искусство о проблемах человека. — М., 1980.
- Палеева Н. Н. Может ли совесть диктовать? // Социалистическая культура и проблемы творческой деятельности. — М.: Московский государственный институт культуры, 1989. — С. 54—65.
- Палеева Н. Н. Проблема личности в русской классической драматургии. Философские аспекты. — М.: Искусство, 1992 . — 158 с.
- Палеева Н. Н. Сергей Волконский: Человек на сцене и в мире музыки. — М., 2001.
- Палеева Н. Н. Социологические и философские идеи в политической драме 80-х годов. — М., 1986.
- Палеева Н. Н. Философско-эстетические проблемы личности в русской классической драматургии / Автореф. дис. … доктора филос. наук: 09.00.04. — М.: Московский государственный институт культуры, 1994. — 51 с.